# Vodní pólo
Vodní pólo je kolektivní míčová hra, ve které proti sobě nastupují dvě družstva. Každé družstvo se skládá až z 15 hráčů. Do hry nastupuje vždy jeden brankář a šest hráčů v poli. Herní čas je rozdělen na čtyři části po 8 minutách čistého času. Úkolem hráčů je vstřelit soupeři co nejvíce branek. Vodní pólo se hraje v bazénech s hloubkou vody větší než 1,8 metru, aby hráči nemohli při hře používat dno k zisku výhody. Vodní pólo je s ohledem na časté osobní souboje, pohyb ve vodě a koordinaci pohybů jedním z fyzicky nejnáročnějších sportů.
V utkání jsou družstva odlišena čepičkami kontrastních barev, které kromě čísla musí mít i plastový chránič uší pro ochranu sluchu. Brankář má čepičku červené barvy. Hráči mohou zpracovávat míč pouze jednou rukou (mimo brankáře, který může používat ve svém území obě ruce). Míč pro vodní pólo má speciální gumový povrch, který je zdrsněný, což ulehčuje manipulaci jednou rukou. Vodní pólo je kontaktní sport, jsou při něm běžné fauly, tzv. obyčejné chyby a hrubé chyby (trestané vyloučením nebo pokutovým hodem).
Vodní pólo je velmi populární například v Maďarsku, Itálii, Španělsku, Chorvatsku, Srbsku, Černé hoře, dále v USA a Austrálii.

## Historie vodního póla

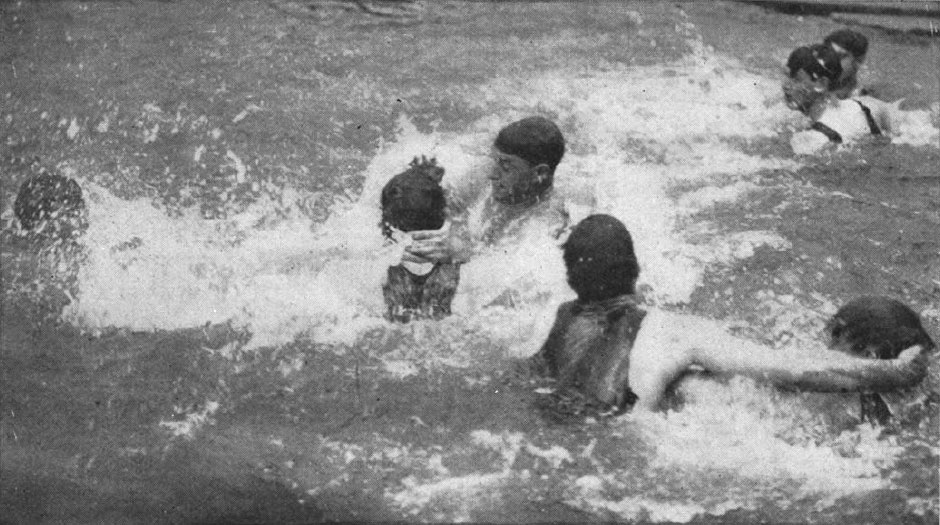
Vodní pólo na olympijských hrách v roce 1904

Pro vznik vodního póla existují dvě teorie:
- Podle první vzniklo vodní pólo tak, že hráči seděli obkročmo na sudech (podle některých teorií měli hráči dokonce sudy pomalované, aby připomínaly koně) a posouvali míč pomocí pádla. Podobnost této hry s koňským pólem dala vzniknout názvu vodní pólo.
- Druhá teorie zasazuje vznik vodního póla do Anglie. Podle ní bylo vodní pólo vytvořeno pro divácké zatraktivnění plaveckých sportů, plavečtí promotéři přišli v roce 1869 s myšlenkou uspořádat zápas ve „vodním fotbale.“ Zpočátku měla hra jen málo pravidel, cílem bylo dát soupeři co nejvíce branek, téměř se neřešily fauly, a tak se hra často podobala spíše řecko-římskému zápasu a v Anglii získala značnou popularitu.

Je pravděpodobné, že jsou obě teorie správné a vodní pólo se vyvinulo spojením těchto sportů.
Základy pravidel položil Sir William Wilson se svými kolegy z London Swimming Club v roce 1870, velkým rozdílem bylo, že tenkrát nastupovala do hry pouze tříčlenná družstva. První oficiální zápas byl odehrán v roce 1874. Druhou zemí, kde se začalo vodní pólo hrát, byly Spojené státy – v roce 1888 vznikl tým v Bostonu (BAA), o dva roky později v New Yorku (NYAC). Na zápas mezi těmito dvěma týmy přišlo v roce 1890 14 tisíc diváků.
V roce 1908 byla založena světová plavecká federace FINA, nyní přejmenována na World Aquatics a v jejím rámci byla v roce 1928 zřízena komise vodního póla. V Československu spadají počátky vodního póla do roku 1910, kdy byl při VŠ Praha založen oddíl plavání a vodního póla, první zápas byl sehrán až v roce 1913 mezi AC Spartou a SK Podolím, v roce 1916 se pak odehrál první zápas v krytém bazénu. Československo bylo přijato za člena FINA v roce 1918 a v roce 1919 vznikl Československý plavecký svaz.
Od vzniku československého plaveckého svazu bylo vyhlašováno mistrovství ligy. Prvním mistrem se stala SK Slavia Praha. Československo se poprvé účastnilo olympijských her v Antverpách 1920, Utrpělo sice dvě porážky, ale zviditelnilo se tak, že v roce 1927 patřilo k zakládajícím členům evropské plavecké ligy LEN, nově European Aquatics. V této době byla centrem československého vodního póla Praha, vodní pólo se začalo rychle šířit i na Slovensko a v roce 1927 se stal mistrem ČSR PTE Bratislava. V poválečném Československu se vodní pólo více rozvíjelo na Slovensku, které v celorepublikových soutěžích dominovalo (ČH Košice). Z českých oddílů se v nejvyšších československých soutěžích objevily týmy Komety Brno, UP Olomouc a TJ Chemičky Ústí nad Labem ( později SK Spolchemie). 
Historie vítězů nejvyšší československé soutěže mužů v letech 1919 - 1992
( v roce 1925 byly výsledky anulovány; v letech 1940 - 1944 se nehrálo ) 
| Název klubu              | Počet vítězných ročníků | v období                                                    |
| ČH / ŠKP KOŠICE          | 29x                     | 1962, 1963, 1964, 1966, 1967 - 1987, 1988, 1990, 1991, 1992 |
| Slavia UK BRATISLAVA     | 8x                      | 1954, 1955, 1956, 1957, 1958, 1959, 1960, 1989              |
| ČPK PRAHA                | 6x                      | 1931, 1932, 1934, 1939, 1945, 1947                          |
| Sparta PRAHA             | 5x                      | 1922, 1923, 1933, 1938, 1946                                |
| Hagibor PRAHA            | 4x                      | 1928, 1935, 1936, 1937                                      |
| ŠK / Sokol NV BRATISLAVA | 4x                      | 1948, 1950, 1951, 1952                                      |
| PTE BRATISLAVA           | 2x                      | 1927, 1929                                                  |
| Slovan PIEŠŤANY          | 1x                      | 1965                                                        |
| Motorlet PRAHA           | 1x                      | 1961                                                        |
| ÚDA PRAHA                | 1x                      | 1953                                                        |
| Vinohrady PRAHA          | 1x                      | 1949                                                        |
| Slavia PRAHA             | 1x                      | 1919                                                        |

Novodobá hostorie českého vodního póla se začala psát po rozdělení Československé republiky v roce 1992. První ročník nejvyšší soutěže se hrál v sezóně 1992–1993 a prvním Misterm České republiky se stalo družstvo SK Spolchemie Ústí nad Labem. 

## Historie vítězů české nejvyšší soutěže mužů v letech 1933 - 2024
( v roce 2020 bylvítěz ligy určen po základní části z důvodu pandemie COVID 19 ) 
| Název klubu                            | Počet vítězných ročníků | v období                                                         |
| SK Spolchemie ÚSTÍ N.L.                | 11x                     | 1993, 1994, 1995, 1996, 1997, 1998, 1999, 2000, 2001, 2002, 2004 |
| Fezko STRAKONICE / AJ Fezko STRAKONICE | 11x                     | 2005, 2006, 2007, 2008, 2009, 2010, 2011, 2012, 2013, 2015, 2023 |
| Kometa BRNO                            | 6x                      | 2020, 2024                                                       |
| SK Slavia PRAHA                        | 5x                      | 2014, 2016,                                                      |
| KVP PŘEROV                             | 4x                      | 2017, 2018,                                                      |
| STEPP PRAHA                            | 4x                      | 2019, 2021, 2022                                                 |
|                                        |                         |                                                                  |

Historie ženského vodního póla se traduje od roku 1920 a na území Československa spadá začátek historie do roku 1935, kdy byla založena družstva žen ve Strakonicích a Českých Budějovicích.

## Historie vítězů české nejvyšší soutěže žen v letech 1933 - 2024
( v roce 2020 bylvítěz ligy určen po základní části z důvodu pandemie COVID 19 ) 
| Název klubu                            | Počet vítězných ročníků | v období |
| KVS PLZEŇ                              | 8x                      | 1993, 1994, 1995, 1996, 1997, 1998, 1999, 2000,                                                                                          |
| Fezko STRAKONICE / AJ Fezko STRAKONICE | 23x                     | 2002, 2003, 2004, 2005, 2006, 2007, 2008, 2009, 2010, 2011, 2012, 2013, 2014, 2015, 2016, 2017, 2018, 2019, 2020, 2021, 2022, 2023, 2024 |
| Slavia HRADEC KRÁLOVÉ                  | 1x                      | 2001 |
| SK Slavia PRAHA                        | 5x                      | 2014, 2016, |
| KVP PŘEROV                             | 4x                      | 2017, 2018, |
| STEPP PRAHA                            | 4x                      | 2019, 2021, 2022 |
|                                        |                         | |

## Pravidla

### Historie
Pravidla vodního póla se dlouho vyvíjela, základy byly položeny v roce 1870, 1891 byla vydána nová, americká pravidla v USA. Až v roce 1908 byla pravidla sjednocena. 1948 byla po olympiádě v Londýně schválena nová pravidla, která hru udělala rychlejší a divácky zajímavější. K druhé revoluci v pravidlech došlo v roce 1966, třetí revoluci vyvolala podrobná revize pravidel roku 1977. Velká změna pravidel proběhla v roce 2005, kdy byla původní 4 metrová a 7 metrová linie nahrazena 5 metrovou, čas na útok byl zkrácen z 35 na 30 sekund atd. Nová verze Pravidel platných od roku 2019 opět doznala významných změn.  

### Základní pravidla od roku 2019

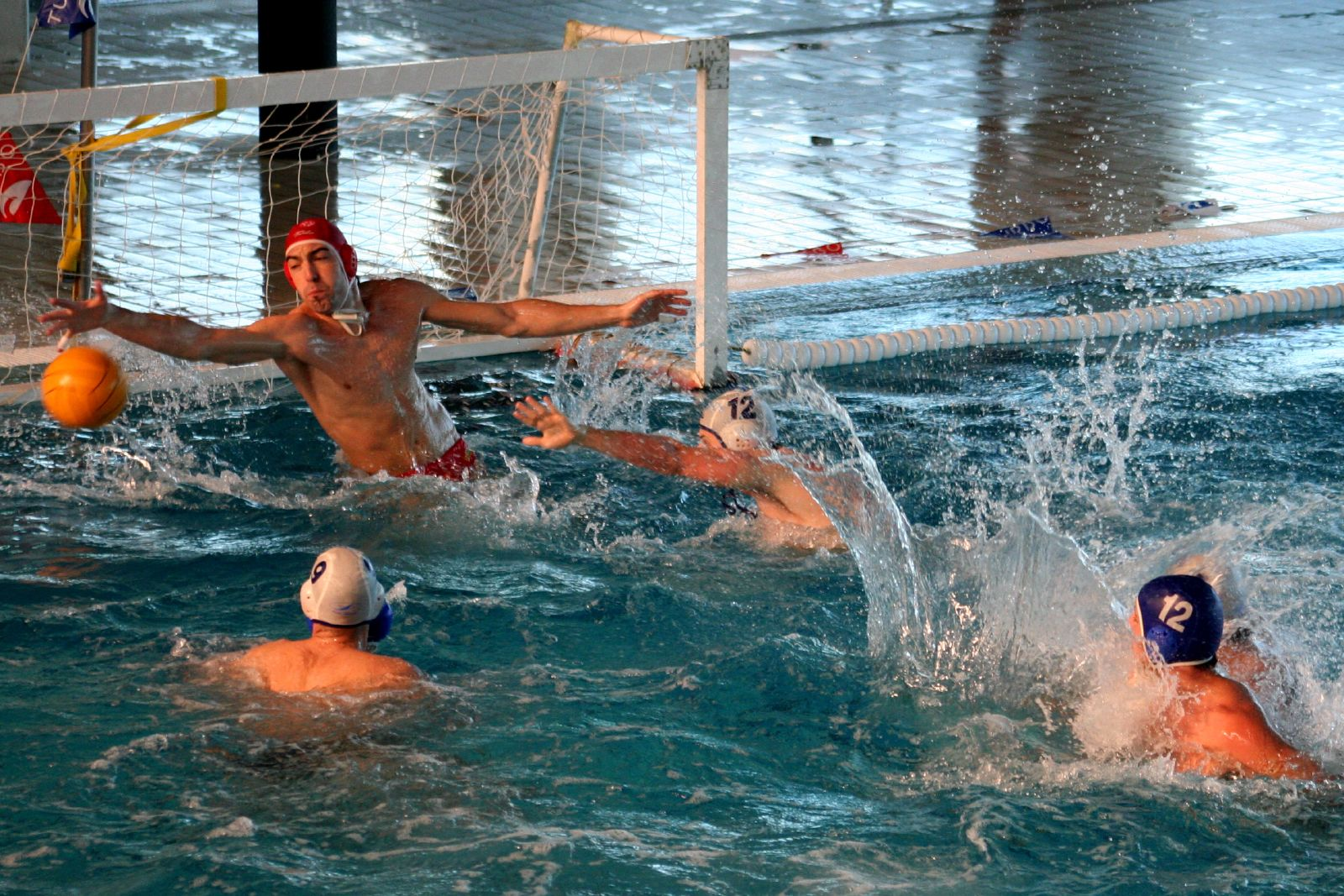
Týmy mají obvykle bílé nebo modré čepičky, brankáři mají obvykle červenou.

Do hry nastupují dvě družstva v maximálním počtu 15 hráčů, z nichž jsou dva brankáři. V mládežnických kategoriích může Český svaz vodního póla stanovit odlišný počet hráčů. Do hřiště nastupuje brankář a šest hráčů v poli. Ostatní hráči a náhradní brankář jsou připraveni jako náhradníci na lavičce náhradníků mimo hřiště na lavičce náhraadníků. Střídání hráčů je povoleno kdykoli v průběhu hry mimo čas mezi nařízeným a provedeným pokutovým hodem (penaltou). Hráči družstva musí mít na hlavách čepičky s poddajnými chrániči na uši a čísly 1–15 kontrastní barvy od soupeře a barvy míče. Brankáři mají čepičky červené barvy s číslem 1 a 13.

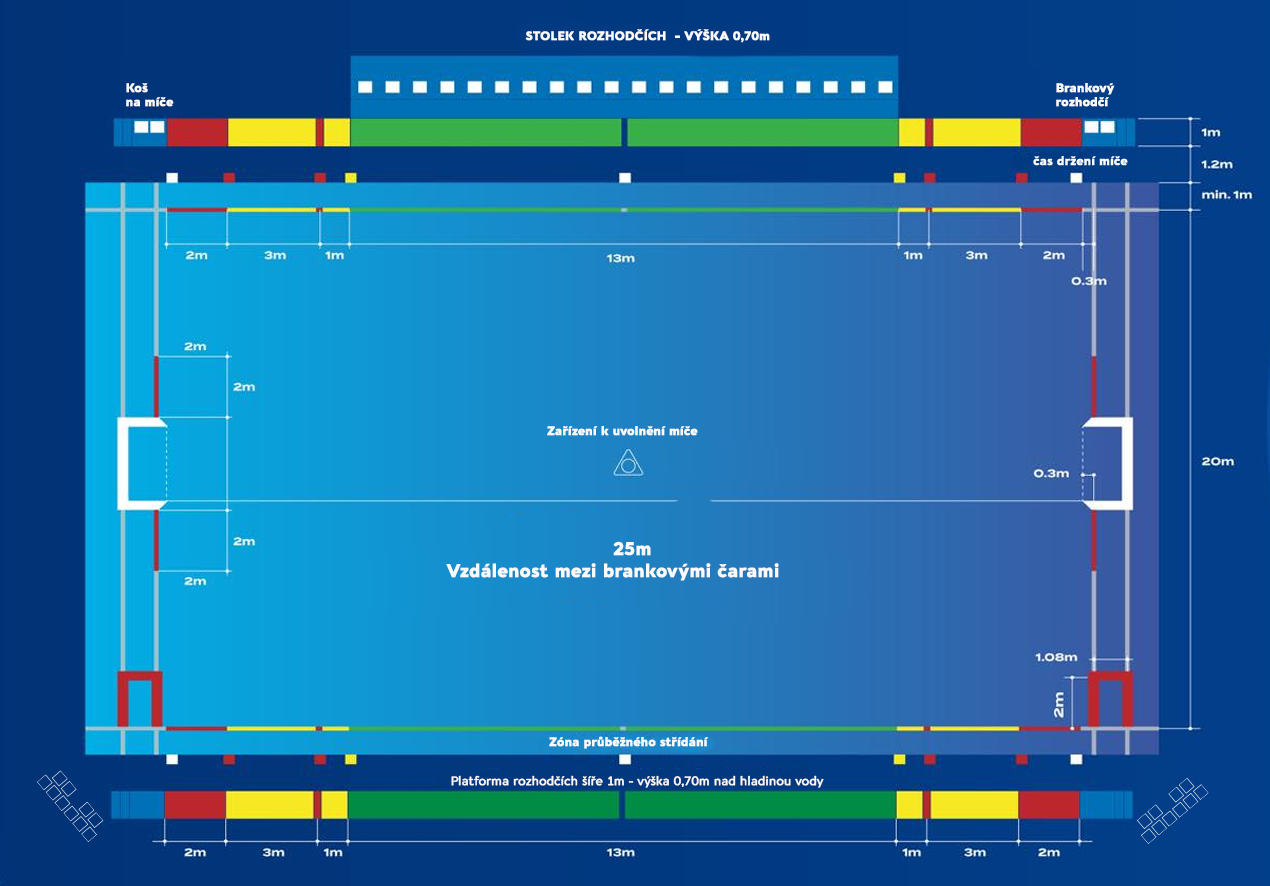
Hřiště na vodní pólo 2025

Rozměry hřiště jsou stanoveny tak, že délka hřiště je 25 metrů, šířka 20 metrů a hloubka bazénu by měla být více než 1,8 metru. Po stranách hřiště jsou barevně označeny čtyři různé linie, přičemž:
- bílá barvy – branková a středová čára,
- červená barva – 2 metry od brankový čáry,
- žlutá barva – 6 metrů od brankové čáry,
- červené barvy – 5 metrů od brankových čar, označuje místo pro provedení pokutového hodu.

Hra je rozdělena do čtyř úseků (čtvrtin), jejichž délka závisí na věkové kategorii hráčů – dospělí hrají jednu čtvrtinu 8 minut, děti a dorost hrají podle věku 6 – 8 minut. Družstvo má na útok 30 vteřin, do této doby musí vystřelit nebo získat výhodu přesilové hry. Pokud po střele získá útočící družstvo míč zpět do držení, čas držení míče včetně přesilové hry nebo rohového hodu je pouze 20 vteřin. Každé družstvo má nárok na 2 oddechové časy v průběhu utkání. Délka oddechového času je jedna minuta.
Ve vodním pólu jsou tři typy faulů (chyb):
- obyčejná chyba, po které soupeřův tým získává volný hod (např. odtlačování se od spoluhráče, úder do míče pěstí, odrážení se ode dna bazénu, zdržování, chycení míče oběma rukama atd.),
- hrubá chyba, chybující hráč je na 20 sekund vyloučen (např. bránění protihráči v pohybu, držení protihráče, kopnutí nebo udeření protihráče, bránění protihráči v rozehrání volného hodu, nesportovní chování, vulgarismy atd.),
- hrubá chyba, po které je proti týmu chybujícího hráče nařízen pokutový hod (např. pokud se hráč dopustí chyby v pětimetrovém území a zabrání tím gólu, když vyloučený hráč zasáhne do hry, když hráč stáhne bránu ve snaze zabránit gólu atd.).

Pokud hráč nasbírá v průběhu utkání tři osobní chyby (vyloučení), je vyloučen do konce hrací doby a může za něj nastoupit náhradník. Pokud se hráč dopustí chyby posouzené jako brutalita (kopnutí nebo úderu se zákeřným úmyslem), je vyloučen do konce utkání, je nařízen pokutový hod a náhradník může vstoupit do hry až po uplynutí 4 minut hrací doby. Na dodržování pravidel dohlíží sbor rozhodčích, který se skládá z dvou hlavních rozhodčích, dvou brankových rozhodčích, zapisovatelů a časoměřičů. Počet rozhodčích je upravován v závislosti na důležitosti soutěže.

## Hlavní soutěže

### Olympijské hry
Více informací naleznete v článku Vodní pólo na letních olympijských hrách.

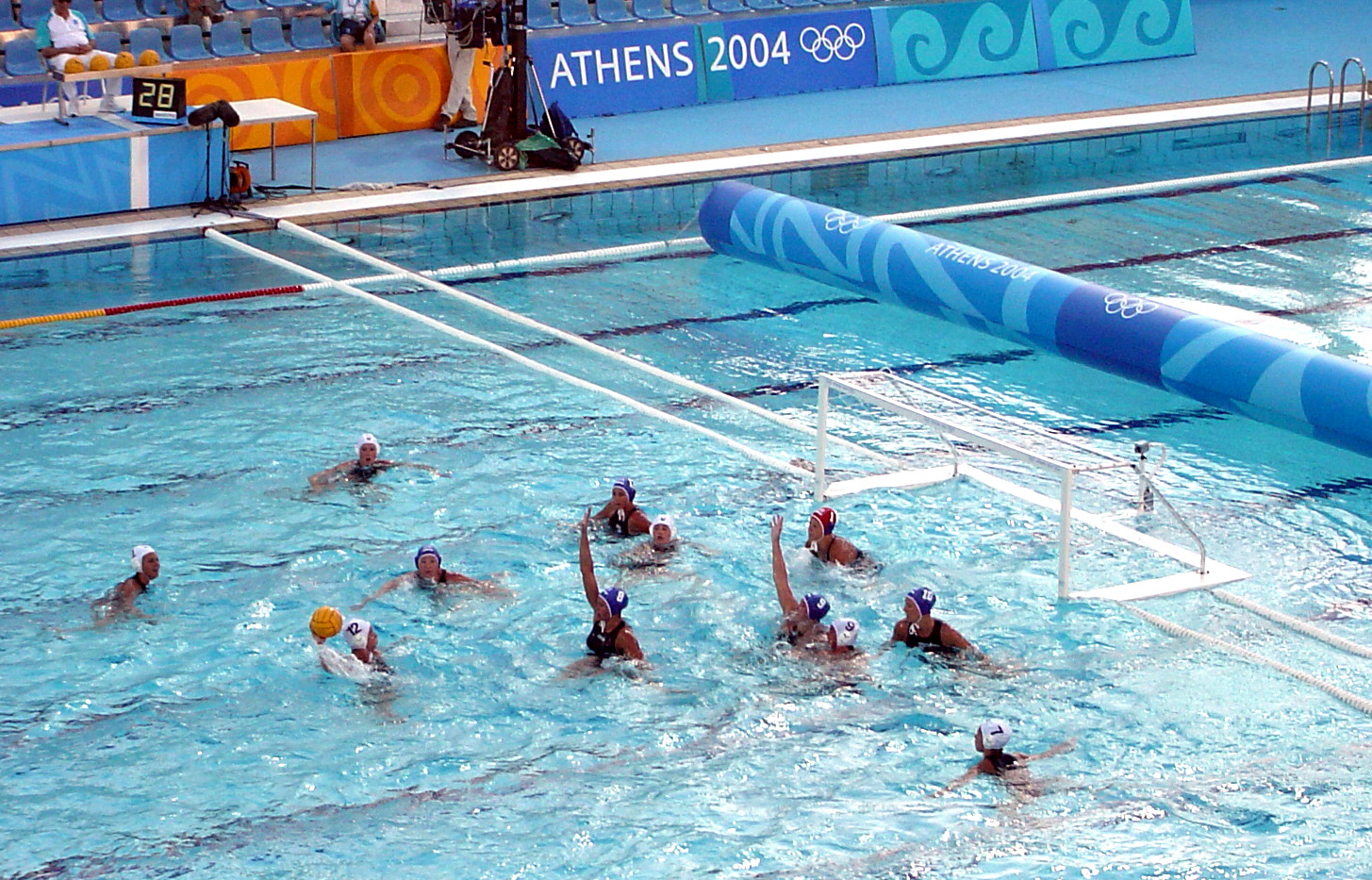
Ženské vodní pólo na olympijských hrách 2004 v Athénách.

Na olympijské hry bylo mužské vodní pólo zařazeno již v roce 1900, a tak patří k nejstarším kolektivním sportům na olympijských hrách např. společně s fotbalem, kriketem, ragby, koňským pólem atd. Ženské vodní pólo bylo do programu zařazeno až o sto let později, a to v roce 2000 na hrách v Sydney.
V prvních letech byla na olympijských hrách nejúspěšnějším týmem Velká Británie, nejvíce medailí v mužské soutěži ale posbíralo Maďarsko a Srbsko. Na olympiádě 2016 v Riu de Janeiru vyhrálo zlatou medaili Srbsko, na druhém místě skončilo Chorvatsko a bronzovou medaili vybojovala Itálie. V ženské soutěži se opakovaně prosazují především Australanky a Američanky. Na olympiádě v Riu de Janeiru obhájily USA zlatou medaili, stříbro vyhrála Itálie a na třetím místě skončilo Rusko.
V roce 1956 se odehrál asi nejslavnější zápas ve vodním pólu mezi Maďarskem a Sovětským svazem. Tomuto semifinálovému zápasu se přezdívá Melbournská krvavá lázeň, o tomto zápase natočil Quentin Tarantino film Freedom’s fury.

### Mistrovství světa
Více informací naleznete v článku Mistrovství světa ve vodním pólu.
Od roku 1979 pořádá FINA mistrovství světa. Turnaje se od roku 2002 pořádají v čtyřletých intervalech. Poslední mistrovství světa v mužské kategorii se konalo v kazašské Almatě, titul mistra světa obhájilo Srbsko, stříbrnou medaili si odvezlo Maďarsko a bronzovou Chorvatsko. Poslední ženské mistrovství světa v Chanty-Mansijsku ovládly Američanky, druhé byly Australanky a třetí Španělky.

### Mistrovství světa v plavání
Více informací naleznete v článku Mistrovství světa v plavání.

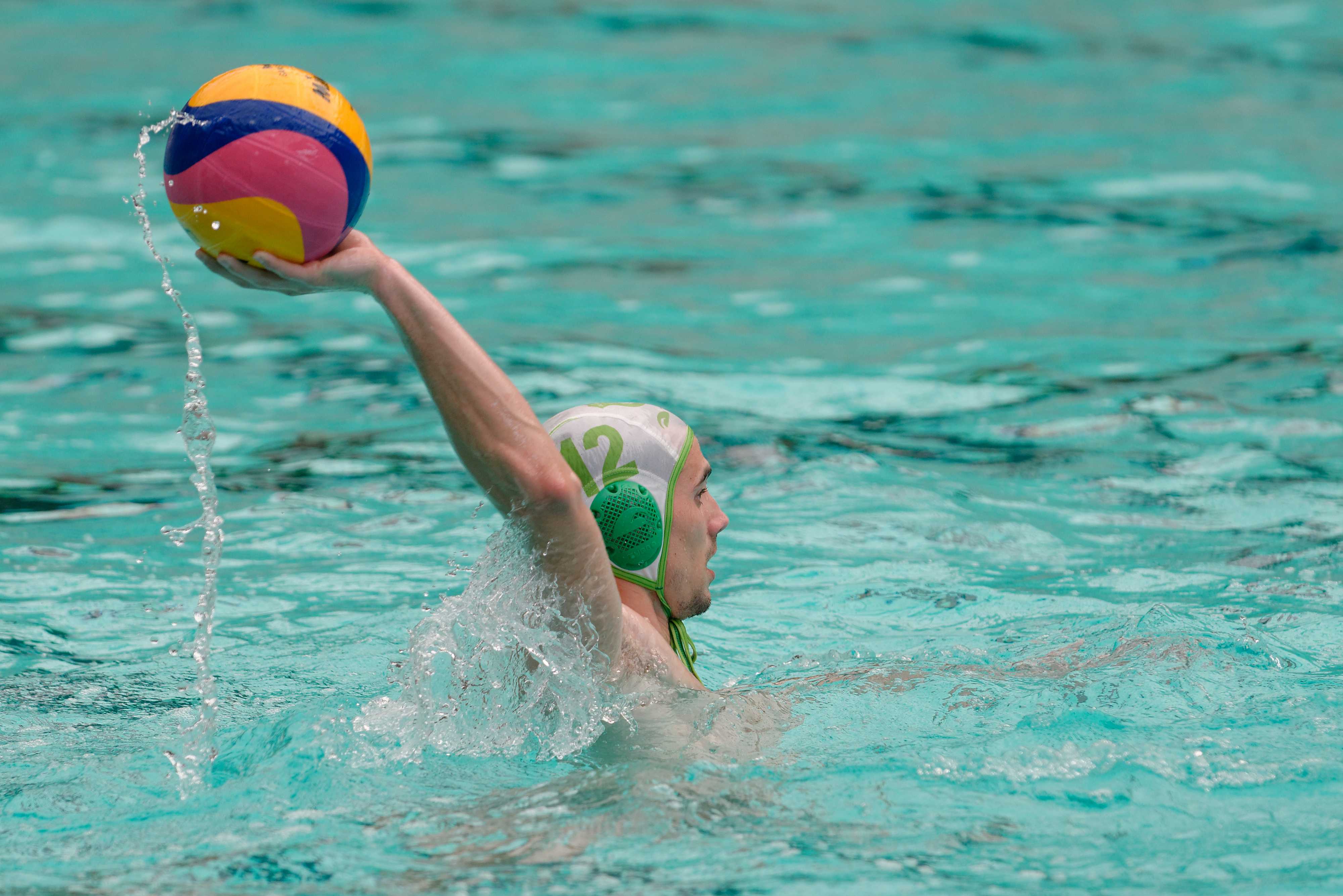
Hráči mohou zpracovávat míč pouze jednou rukou.

Vodní pólo se hraje i na Mistrovství světa v plavání, pořádaném federací FINA. Toto mistrovství se koná v dvouletých intervalech, poslední turnaj hostilo Rusko a odehrál se v Kazani. Na tomto mistrovství se hraje ženská i mužská kategorie.

### Mistrovství Evropy
Více informací naleznete v článku Mistrovství Evropy ve vodním pólu.
Evropské mistrovství pořádá LEN každé dva roky. První turnaj byl jen mužský a proběhl v roce 1926 v Budapešti, ženy se přidaly k turnaji v roce 1985 na turnaji v Oslu. Poslední turnaj se konal v Bělehradě v roce 2016 a Srbsko na něm potřetí získalo zlato, i přesto je zatím na druhé pozici v celkové úspěšnosti na turnaji – žebříček vede Maďarsko. Z ženských evropských týmů se nejvíce prosazuje Maďarsko, Itálie a Nizozemí, na turnaji v Bělehradě 2016 si zlato odvezly Maďarky, stříbro Nizozemky a bronz Italky.

### Liga mistrů
Plavecká federace LEN pořádá také evropskou ligu na klubové úrovni. Nejúspěšnějšími týmy v Evropě jsou HAVK Mladost Záhřeb (Chorvatsko), VK Partizan Bělehrad (Srbsko), z nichž každý získal sedm vítězství, a Pro Recco (Itálie), které vyhrálo ligu mistrů celkem osmkrát. V sezóně 2015/2016 zvítězil Jug Dubrovník (Chorvatsko).

## Variace
Od vodního póla se odvozují různé další sporty, jako je zlehčená forma vodní pólo v kruzích nebo v Čechách se šířící kanoepolo, hrající se v kajacích.